# 제1회 KBS 창작동요대회
- 녹화일: 1989년 10월 5일 목요일
- 방영일: 1989년 10월 8일 일요일 오후 5:30 KBS 1TV
- 장소: 리틀엔젤스예술회관
- 사회: 송승환, 김자영

- 시상내역
  - 최우수상 1팀 - 상금 100만원과 상패, 문교부장관상, 피아노 1대
  - 우수상 2팀 - 각각 상금 50만원과 상패, 컴퓨터 1대
  - 장려상 3팀 - 각각 상금 30만원과 상패, 아동용침대
  - 참가상 본선팀 모두 - 탁상용기념시계

- 심사위원
  - 김강섭(KBS관현악단장)
  - 김성균(작곡가)
  - 방원혁(KBS TV교양국장)
  - 엄정행(성악가)
  - 윤학원(중앙대학교 음대 교수)
  - 이순영(문교부 장학편수실 연구사)
  - 정은숙(성악가)
  - 한용희(작곡가)

- 참가팀: 예선에 200여곡 이상이 참여해 본선에 18팀이 오름.

| 참가번호 | 곡명                | 작사   | 작곡                                         | 가창자                                                      | 비고     |
| -------- | ------------------- | ------ | -------------------------------------------- | ----------------------------------------------------------- | -------- |
| 1        | 푸른산으로 놀러가자 | 양인석 | 양인석(경기 수원 신곡국민학교 교사)          | 이경옥(경기 수원 창용국민학교)                              |          |
| 2        | 산으로 가자         | 김승효 | 김승효(강원 원주 삼육중학교 교사)            | 박지영 (강원 원주 명륜국민학교), 홍승숙 (강원 원주국민학교) |          |
| 3        | 꽃밭에 내리는 비    | 김원석 | 손정우(가수)                                 | 정의숙(서울 난우국민학교)                                   | 장려상   |
| 4        | 고운꿈              | 정혜진 | 송택동(서울 관악국민학교 교사)               | 박지선(서울 관악국민학교)                                   |          |
| 5        | 가을하늘            | 나성   | 오영환(전북 완주 이성국민학교 교사)          | 이소영(전북 전주 금평국민학교)                              |          |
| 6        | 노래하는 별빛       | 이순형 | 이순형(경기 안양 삼성국민학교 교사)          | 고현정, 손윤희 (경기 안양 삼성국민학교)                     |          |
| 7        | 아빠                | 김봉학 | 김봉학(서울 은평국민학교 교사)               | 권희정(서울 도곡국민학교)                                   |          |
| 8        | 내고향 꽃내음       | 나성   | 이정태(전북 전주 금평국민학교 교사)          | 차현희, 송정아(전북 전주 금평국민학교)                      |          |
| 9        | 멍석놀이            | 이은집 | 홍사인(영음기획 대표)                        | 김현정(서울 강덕국민학교)                                   |          |
| 10       | 숲속의 봄           | 최정애 | 정승환(강원 명주 강동국민학교 교사)          | 윤기범(강원 명주 강동국민학교)                              | 장려상   |
| 11       | 팽이치기            | 박인영 | 박인영(숙명여자대학교 음악대학 작곡과 2학년) | 송기욱(서울 상수국민학교)                                   | 최우수상 |
| 12       | 재미있는 빗방울     | 조문희 | 조문희(대구 달서국민학교 6학년)              | 이길주, 양지희(대구 달서국민학교)                           |          |
| 13       | 굴렁쇠              | 윤석중 | 이성복(서울 구의 국민학교 교사)              | 김선자, 이강희, 김신애, 김미영(서울 구의국민학교)           | 장려상   |
| 14       | 기차를 타고         | 김옥순 | 김태호(부산 배정국민학교 교사)               | 박민경(부산 광남국민학교)                                   | 우수상   |
| 15       | 청개구리            | 노영호 | 노영호(대전 삼성국민학교 교사)               | 조애리(대전 선화국민학교)                                   |          |
| 16       | 가랑잎              | 박화목 | 노주하(예술의전당 공연기획원)                | 박정환, 조원철(서울 한양국민학교)                           |          |
| 17       | 가을비              | 정진용 | 신상춘(강원 태백국민학교 교사)               | 원지애(강원 태백국민학교)                                   |          |
| 18       | 노을지는 풍경       | 이강산 | 이강산(한국성서신학교 2학년)                 | 전혜윤(경기 부천 오정국민학교)                              | 우수상   |